# Tête de liste des étalons au Japon
Cette liste énumère les étalons pur-sang anglais dont les produits ont remporté le plus de gains en une année au Japon, dans les courses de plat uniquement.
- 1924 - Ebor
- 1925 - Ebor
- 1926 - Ebor
- 1927 - Ebor
- 1928 - Ebor
- 1929 - Ebor
- 1930 - Chapel Brampton
- 1931 - Perion
- 1932 - Perion
- 1933 - Clackmannan
- 1934 - Clackmannan
- 1935 - Tournesol
- 1936 - Tournesol
- 1937 - Tournesol
- 1938 - Tournesol
- 1939 - Tournesol
- 1940 - Review Order
- 1941 - Mint d'Or
- 1942 - Diolite
- 1943 - Diolite
- 1944-45 - pas de courses au Japon
- 1946 - Diolite
- 1947 - Theft
- 1948 - Theft
- 1949 - Theft
- 1950 - Theft
- 1951 - Theft
- 1952 - Kumohata
- 1953 - Kumohata
- 1954 - Kumohata
- 1955 - Kumohata
- 1956 - Kumohata
- 1957 - Kumohata
- 1958 - Rising Flame
- 1959 - Rising Flame
- 1960 - Rising Flame
- 1961 - Hindostan
- 1962 - Hindostan
- 1963 - Hindostan
- 1964 - Hindostan
- 1965 - Hindostan
- 1966 - Solonaway
- 1967 - Hindostan
- 1968 - Hindostan
- 1969 - Guersant
- 1970 - Never Beat
- 1971 - Partholon
- 1972 - Never Beat
- 1973 - China Rock
- 1974 - Tesco Boy
- 1975 - Tesco Boy
- 1976 - Partholon
- 1977 - Never Beat
- 1978 - Tesco Boy
- 1979 - Tesco Boy
- 1980 - Tesco Boy
- 1981 - Tesco Boy
- 1982 - Northern Taste
- 1983 - Northern Taste
- 1984 - Partholon
- 1985 - Northern Taste
- 1986 - Northern Taste
- 1987 - Northern Taste
- 1988 - Northern Taste
- 1989 - Northern Taste
- 1990 - Northern Taste
- 1991 - Northern Taste
- 1992 - Northern Taste
- 1993 - Real Shadai
- 1994 - Tony Bin
- 1995 - Sunday Silence
- 1996 - Sunday Silence
- 1997 - Sunday Silence
- 1998 - Sunday Silence
- 1999 - Sunday Silence
- 2000 - Sunday Silence
- 2001 - Sunday Silence
- 2002 - Sunday Silence
- 2003 - Sunday Silence
- 2004 - Sunday Silence
- 2005 - Sunday Silence
- 2006 - Sunday Silence
- 2007 - Sunday Silence
- 2008 - Agnes Tachyon
- 2009 - Manhattan Cafe
- 2010 - King Kamehameha
- 2011 - King Kamehameha
- 2012 - Deep Impact
- 2013 - Deep Impact
- 2014 - Deep Impact
- 2015 - Deep Impact
- 2016 - Deep Impact
- 2017 - Deep Impact
- 2018 - Deep Impact
- 2019 - Deep Impact
- 2020 - Deep Impact
- 2021 - Deep Impact
- 2022 - Deep Impact
- 2023 - Duramente
- 2024 - Kizuna